# 台灣人名
台灣人名命名現況，以現代標準漢語作事實上的官方語言關係，規定本國籍者須以「國語辭典或辭源、辭海、康熙等通用字典中所列有之文字」登記漢字姓名。

## 原住民族名
其命名規則主要有：親子聯名、家屋名制、氏族名制、親從子名制等，與漢名大為不同。其中最特別的是達悟族的「親從子名」，族人以家族裡新生的長嗣來從名，例：新生長嗣命名為「希·藍波安」，長嗣的父親則從以「夏曼·藍波安」，母親為「希南·藍波安」，祖父為「夏本·藍波安」。待到希·藍波安未來得子之後，其直系屬親皆因此再度更名。
國民政府戰後治台，強制規定原住民族人僅能以漢名登記戶籍，直至1995年才開放族人登記族名，規定族人須將族名採以漢字音譯，此外也開放登記「傳統姓名之羅馬拼音」之辦法，得以依照中華民國教育部頒布之「原住民族語言書寫系統」以族語羅馬字登記原文姓名，但因族語羅馬字普遍未能去漢字音譯存在，以及配套失當而造成不便之關係，加上族語羅馬字易招來異樣眼光、甚至刁難，因此至今族人仍以使用漢名為多數。

## 漢名
臺灣漢人皆使用漢名，此外大部份原住民族以及入籍台灣的新住民也都擁有漢名。台灣漢名除保持中國人名命名結構外，多數與傳統祖譜完全無關聯，初生兒於命名時，其親長大多會配合命相或吉凶筆劃來命名，尤其在2000年，戶政放寬改名限制後，漢名使用者的改名風潮漸熾，除了法定要件外，其改名原因亦多涉及命理信仰。

### 原則
臺灣漢族的漢名是以一個姓氏與一個名字為結構。姓氏至於名前，多數為單姓、少數複姓，名字則以雙名多見於單名。依據台灣戶政相關法律：《姓名條例》及戶籍法規定，姓氏必須從父或從母姓。連同姓氏的全名所使用之文字必須有列於教育部編訂之國語辭典或辭源、辭海、康熙字典等通用字典中。姓氏與名字之間不得以空格或符號區隔。中華民國法規表示《姓名條例》並未規定必需以三字命名。2021年3月在台灣發生的「鮭魚之亂」改名熱潮中，出現50字的姓名。

### 慣例
部分漢人有保留排字輩的習俗，在同輩的名字首字或尾字排以相同的漢字，以別堂號。例如，同輩的首位小孩出生時，名字中帶有「永」字，其後同輩的家人、親戚約定小孩出生後也都需帶有「永」字。（王永慶、王永在）。相同，尾名如有「萱」字，其餘同輩小孩亦有「萱」字。（任家萱、任容萱）

### 台灣百家姓
據統計，台灣漢姓以陳姓為最多，林姓其次，會造成此結果，咸信與中國大陸閩南籍漢移民高比例相關。也因此在台灣有「陳林滿天下」說法。不過，被稱為「台灣百家姓」的台灣前百名常見姓氏，與現今中國常見姓氏仍有小部份歧異。
以2004年1月底統計數據來看，台閩地區（含金門、馬祖）人名中的陳氏為第一大姓，人口共有251萬人；占台灣總人口11.1%，其次的林氏，總人口共187萬人；占8.3%。而三至廿名之常見姓氏分別為黃姓、張姓、李姓、王姓、吳姓、劉姓、蔡姓、楊姓、許姓、鄭姓、謝姓、洪姓、郭姓、邱姓、曾姓、廖姓、賴姓及徐姓。
另外，張簡姓與范姜姓為臺灣兩大雙姓，總人口有萬餘人。較為特殊的是，台灣人名中的雙姓成因多為早期聯宗婚姻行為所造就。例如：張姓與簡姓聯宗，新生兒約定取姓氏為張簡姓，根據相同資料顯示，張簡姓為台灣第一雙姓，人口約有九千人。

### 菜市仔名
台灣清治時期之前，治理當局未有系統化之命名制度規範，民間皆有不同命名型態存在。直至1905年，日治台灣總督府規範了戶籍制度，使命名被規範。惟台灣日治時期與戰後初期，民間以臺灣話文化為主，並以自貶、假借日常物品名稱及現象為主。例如：憨牛、知母（與台語「豬母」（ti-bú）同音，意指母豬）、蕃薯、愛踍（意指愛哭）、春風等；受父權社會影響，女性則有罔市（與台語「罔飼」（bóng-tshī）同音）、罔腰等這類的名字，有「勉強養育」之意，女性名字中若有「滿」字，意指家中的女孩已經足夠，或是取名「招弟」、「招治」，期望下一胎為男孩。
今漢名命名除按法規及雅適合宜外，多數名字與命理筆劃相關，命名者亦可能求教於算命業者。除此，台灣漢名相同者比例不低，尤以女性更甚，這些常見姓名，台灣人俗稱為菜市場名或菜市仔名（tshài-tshī-á-miâ）。近年，台灣每逢大學入學姓名榜出爐，媒體及網路，皆有相關菜市場名——即榜單重複考生名字的統計與評論，該統計除了反映台灣命名文化演進外，亦反映台灣漢族社會仍有「重男輕女」的父權社會現象。
近年台灣各所大學入學榜單為例，台灣常見姓名為怡君、雅惠、雅婷、雅雯、佩珊、志豪、志偉、冠宇、宗翰、家豪等。

## 英語譯名
護照的外文姓名欄位，原規定要依國語讀音音譯成的英文字母填寫，直到2019年，為配合「國家語言發展法」多元文化精神，只要是「國家語言」（即台灣華語、臺語、客語及原住民等臺灣各固有族群使用之自然語言），都可以音譯作為護照上的外文姓名，以保障國人使用母語的權利。此外，外交部亦未限制人民使用何種拼音方案，可以個人偏好自由選擇，彈性極大。
如遇非漢字語言姓名之國民（如原住民族、部分新住民等）除了漢字姓名外，亦得以羅馬字登記原文姓名。

### 以國語音譯
- 威妥瑪拼音：

在2009年政府推行漢語拼音以前，人名譯音拼寫多以威妥瑪拼音為主，如林志玲（Lin Chi-lin）、陳時中（Chen Shih-chung）、張惠妹（Chang Hui-mei）、周子瑜（Chou Tzu-yu）等（細節可參考台灣的拼音系統爭議）。
- 漢語拼音：

2009年馬政府鼓勵使用中國推行的漢語拼音，以漢語拼音做音譯的數量開始增加，但並未強制使用。如安心亞（Xinya An）、吳青峰（Wu Qing-feng）等。
- 國語羅馬字：

如蔡英文（Tsai Ing-wen）、馬英九（Ma Ying-jeou）等。
- 通用拼音：

如鳳飛飛（Fong fei-fei）等。
- 此外，亦有國音第二式拼音、耶魯拼音等拼法。

### 以臺語音譯
- 如林昶佐（Lim Tshiong-Tso，台羅拼音）、茄子蛋樂團主唱黃奇斌（Ng Ki-Pin）等。

為配合《國家語言發展法》通過，並考量護照姓名可改以「國家語言讀音」逐字音譯，教育部亦於2019年起規劃「姓名查詢功能工作計畫」，並提供音檔， 供各界參考使用。講我的名－閩南語姓名查詢網站（試用版） .教育部 （页面存档备份，存于）

### 以客語音譯
- 如楊長鎮（Yiong Con-ziin（客羅））等。

### 以原住民語直接拼寫
- 如Kolas Yotaka（阿美語，漢譯為谷辣斯·尤達卡）等。

### 姓氏拼音
- 由於姓氏拼音方式建議與家屬相同，因此多數台灣人姓氏拼音為2009年以前廣泛使用的威妥瑪拼音，如張（Chang）、蔡（Tsai）、蕭（Hsiao）、周（Chou）、謝（Hsieh）等，這也是混搭情形出現最主要的一種原因。
- 李姓習慣上經常譯為Lee，因為該拼法也是常見的英語姓氏。如李登輝（Lee Teng-hui）等。

### 混搭情形
由於政府並未嚴格限制人民使用何種拼音，因此各拼音間的混搭情形亦常見。如藝人謝金燕（Hsieh Jin-yan），姓氏為威妥瑪拼音，而名字為漢語拼音；副總統蕭美琴（Hsiao Bi-khim），姓氏為威妥瑪拼音，而名字為臺語拼音。

## 改名
根據2015年5月5日立法院院會三讀通過的「姓名條例部分條文修正案」規定，每人一生原有兩次改名之權利，現已改為三次。改名動機最常見為改運等社會慣習信仰。雖於法令上必須有其下列要件，不過實務上，若無相關要件，戶籍機關仍均以「特殊原因」為由，與其通過改名申請。台灣日治時期結束，由國民政府接收台灣後，部分戶政事務的公職人員由來自中國大陸的人員擔任，因為不懂閩南語，加上當時台灣人普遍不會中文，在語言隔閡下，許多人的姓名被登記錯誤，或使用不雅的文字也可申請改名。
- 同時在一機關、機構、團體或學校服務或肄業，姓名完全相同者。
- 與三親等以內直系尊親屬名字完全相同者。
- 同時在一直轄市、縣市居住六個月以上，姓名完全相同者。
- 銓敘時發現姓名完全相同，經銓敘機關通知者。
- 與經通緝有案之人犯姓名完全相同者。
- 命名文字字義粗俗不雅或有特殊原因者。

### 護照英文名
根據外交部領事事務局說明，民眾若欲更改其護照英文名，達以下三種情況之一即可辦理：
- 原來音譯的外文姓名與國家語言（臺灣原住民族諸語、台灣漢語）讀音不符合者。依此變更者，以一次為限。
- 原來音譯的外文姓氏和自己直系血親或兄弟姐妹姓氏的拼法不同。
- 可以拿出其中1項文件[註 1]，其上記載的外文姓名不同於舊護照上所列的外文姓名，即可申請將護照上的外文姓名變更為自己習用的外文姓名。

因此若欲更改護照英文名之拼法，可至原就讀學校申請更改畢業證書上之英文名，再辦理護照更名。

## 腳注